# غايثرسبيرغ (ميريلاند)
غايثرسبيرغ، ميريلاند (بالإنجليزية: Gaithersburg, Maryland)‏ هي مدينة تقع في الولايات المتحدة في مقاطعة مونتغومري (ماريلاند). يقدر عدد سكانها بـ 59,933 نسمة ومساحتها 26.78 كم2 ووترتفع عن سطح البحر 106 متر.

## التركيبة السكانية
قام مكتب تعداد الولايات المتحدة بتحديد بيانات التركيبة السكانية لغايثرسبيرغ في تعداد الولايات المتحدة. في ما يلي، التركيبة السكانية حسب تعدادي 2000 و2010.

### تعداد عام 2000
بلغ عدد سكان غايثرسبيرغ 52,613 نسمة بحسب تعداد عام 2000، وبلغ عدد الأسر 19,621 أسرة وعدد العائلات 12,577 عائلة مقيمة في المدينة.
وتوزع التركيب العرقي للمدينة بنسبة 34.7% من البيض و 0.2% من الأمريكيين الأصليين و 13.9% من الأمريكيين ذوي الأصول الآسيوية و 0.1% من سكان جزر المحيط الهادئ و 19.5% من الأمريكيين الأفارقة و 3.2% من عرقين مختلطين أو أكثر.
بلغ عدد الأسر 19,621 أسرة كانت نسبة 34.8% منها لديها أطفال تحت سن الثامنة عشر تعيش معهم، وبلغت نسبة الأزواج القاطنين مع بعضهم البعض 48.6% من أصل المجموع الكلي للأسر، ونسبة 11.2% من الأسر كان لديها معيلات من الإناث دون وجود شريك، وكانت نسبة 35.9% من غير العائلات. تألفت نسبة 27.8% من أصل جميع الأسر من أفراد ونسبة 7.2% كانوا يعيش معهم شخص وحيد يبلغ من العمر 65 عاماً فما فوق.
بلغ العمر الوسطي للسكان 34 عاماً. وكانت نسبة 9.0% بين الثامنة عشر والأربعة وعشرون عاماً، ونسبة 37.7% كانت واقعةً في الفئة العمرية ما بين الخامسة والعشرون حتى والأربعة وأربعون عاماً، ونسبة 20.0% كانت ما بين الخامسة والأربعون حتى الرابعة والستون، ونسبة 8.2% كانت ضمن فئة الخامسة والستون عاماً فما فوق. يوجد لكل 100 أنثى 95.1 ذكر، ويوجد لكل 100 أنثى في الثامنة عشر من عمرها فما فوق 92.4 ذكر.

### تعداد عام 2010
بلغ عدد سكان غايثرسبيرغ 59,933 نسمة بحسب تعداد عام 2010، وبلغ عدد الأسر 22,000 أسرة وعدد العائلات 14,548 عائلة مقيمة في المدينة. في حين سجلت الكثافة السكانية 5,875.8 نسمة لكل ميل مربع (2,268.7/كم2). وبلغ عدد الوحدات السكنية 23,337 وحدة بمتوسط كثافة قدره 2,287.9 لكل ميل مربع (883.4/كم2).
وتوزع التركيب العرقي للمدينة بنسبة 0.5% من الأمريكيين الأصليين و 16.9% من الأمريكيين ذوي الأصول الآسيوية و 0.1% من سكان جزر المحيط الهادئ و 16.3% من الأمريكيين الأفارقة و 4.8% من عرقين مختلطين أو أكثر.
بلغ عدد الأسر 22,000 أسرة كانت نسبة 37.1% منها لديها أطفال تحت سن الثامنة عشر تعيش معهم، وبلغت نسبة الأزواج القاطنين مع بعضهم البعض 48.3% من أصل المجموع الكلي للأسر، ونسبة 12.7% من الأسر كان لديها معيلات من الإناث دون وجود شريك، بينما كانت نسبة 5.1% من الأسر لديها معيلون من الذكور دون وجود شريكة وكانت نسبة 33.9% من غير العائلات. تألفت نسبة 26.7% من أصل جميع الأسر من أفراد ونسبة 7.5% كانوا يعيش معهم شخص وحيد يبلغ من العمر 65 عاماً فما فوق. وبلغ متوسط حجم الأسرة المعيشية 3.24، أما متوسط حجم العائلات فبلغ 2.70.
بلغ العمر الوسطي للسكان 35.1 عاماً. وكانت نسبة 24.2% من القاطنين تحت سن الثامنة عشر، وكانت نسبة 7.9% بين الثامنة عشر والأربعة وعشرون عاماً، ونسبة 33.8% كانت واقعةً في الفئة العمرية ما بين الخامسة والعشرون حتى والأربعة وأربعون عاماً، ونسبة 24.6% كانت ما بين الخامسة والأربعون حتى الرابعة والستون، ونسبة 9.5% كانت ضمن فئة الخامسة والستون عاماً فما فوق.